# فتح الله شتما

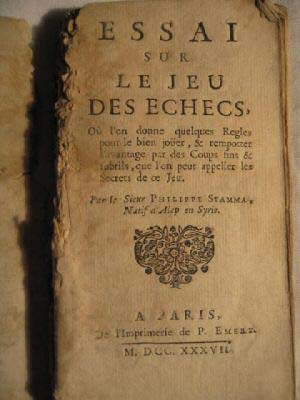
كتاب فيليب ستاما الشهير"دراسة حول لعبة الشطرنج"

فَتْحُ اللَّهِ صَفَرُ شْتَمَّا الحَلَبِيُّ، أو كما عرف لدى الغرب باسم فيليب ستاما السوري (Philip Stamma le Syrien (1705-1755، كان لاعب شطرنج شهير، يعود أصله إلى مدينة حلب السورية، تنقل خلال حياته ما بين إيطاليا وإنكلترا وفرنسا حيث قضى قسطاً من حياته في كل منها، كان ضليعا في الشطرنج، وواحداً من أشهر وأقوى لاعبي الشطرنج في إنكلترا، عمل أيضا كمترجم للغات الشرقية. اكتسب شهرته بعد تأليفه كتاب Essai sur le jeu des echecs «دراسة حول لعبة الشطرنج» عام 1737 وذلك خلال وجوده في فرنسا، تلا ذلك ظهور ترجمة إنكليزية منقحة لهذا الكتاب عام 1745 بعنوان The Noble Game of Chess «لعبة الشطرنج النبيلة»، ترجمت أعماله إلى عدة لغات خلال القرنين التاسع عشر والعشرين.
نجح كتاب«دراسة حول لعبة الشطرنج» في تعريف الغرب بمفهوم نهاية اللعب "endgame" الشرقي، وشجع الأوروبيين على دراسته بصورة أعمق، بالإضافة إلى إدخاله مفهوم التأشير الجبري.

## روابط خارجية
- فتح الله شتما على موقع مباريات الشطرنج (الإنجليزية)